# Zinaida Voronina
Pour les articles homonymes, voir Voronina.
Zinaida Borisovna Voronina (en russe : Зинаида Борисовна Воронина) est une gymnaste soviétique née le 10 décembre 1947 à Ioshkar-Ola et morte le 17 mars 2001 à Balachikha.
Elle a remporté quatre médailles aux Jeux olympiques, six médailles aux Championnats du monde et trois médailles continentales.

## Biographie
Zinaida Voronina a été mariée jusqu'en 1980 au gymnaste Mikhail Voronin, avec lequel elle a eu un fils, Dimitri, lui aussi gymnaste.

## Palmarès

### Jeux olympiques
- Mexico 1968
  -  médaille d'or au concours par équipes
  -  médaille d'argent au concours général individuel
  -  médaille de bronze au saut de cheval
  -  médaille de bronze aux barres asymétriques

### Championnats du monde
- Dortmund 1966
  -  médaille d'argent au concours par équipes
  -  médaille de bronze au sol

- Ljubljana 1970
  -  médaille d'or au concours par équipes
  -  médaille de bronze au concours général individuel
  -  médaille de bronze aux barres asymétriques
  -  médaille de bronze au sol

### Championnats d'Europe
- Amsterdam 1967
  -  médaille d'argent au concours général individuel
  -  médaille de bronze à la poutre
  -  médaille de bronze au sol

## Honneur
Le 25 novembre 2024, l'astéroïde troyen de Jupiter (567329) Zinaida, situé au point de Lagrange L4 du système Soleil-Jupiter, est nommé en son honneur.